# Валефф, Рене
Рене Валефф (фр. René Waleff; 30 ноября 1874, Париж — 31 марта 1961, Жуарр) — французский гребец, серебряный призёр летних Олимпийских игр 1900.
Валефф участвовал на Играх в соревнованиях двоек, четвёрок и восьмёрок, но лучший его результат был в паре с Луи Мартине, с котором они сначала выиграли полуфинал, а затем заняли второе место в финале, выиграв серебряные медали.
В соревнованиях четвёрок и восьмёрок Валефф не достиг успеха, так как их команда не смогла финишировать в полуфинальных соревнованиях и не выходила в финальные заплывы.